# Distretti congressuali del Montana

Distretti congressuali del Montana

Lo stato del Montana è diviso in 2 distretti congressuali, ognuno rappresentato da un rappresentante alla Camera dei rappresentanti degli Stati Uniti.
I distretti sono entrambi attualmente rappresentati al 119º Congresso degli Stati Uniti d'America da repubblicani.
Il Montana è uno stato dal 1889; ottenne il suo secondo seggio alla Camera per le elezioni del 1912, ed entrambi i seggi erano at-large, cioè venivano scelti con un collegio unico che ricopriva l'intero stato. Questo avvenne per tre elezioni, finché con le elezioni del 1918 vennero istituiti due distretti distinti; questi vennero eliminati nel 1992, quando la rappresentanza del Montana alla Camera venne ridotta ad un solo membro, eletto at-large. Con il censimento del 2020 il Montana riconquistò un secondo seggio, pertanto tornarono in essere due distretti distinti all'interno dello stato.

## Distretti e rispettivi rappresentanti
| Distretto | Rappresentante | Partito      | CPVI | In carica dal  | Mappa del distretto |
| --------- | -------------- | ------------ | ---- | -------------- | ------------------- |
| 1°        | Ryan Zinke     | Repubblicano | R+5  | 3 gennaio 2023 |                     |
| 2°        | Troy Downing   | Repubblicano | R+15 | 3 gennaio 2025 |                     |

## Distretti obsoleti
- Distretto congressuale at-large del Montana
- Distretto congressuale at-large del Territorio del Montana